# Пастрмке
Породица пастрмки (лат. Salmonidae) обухвата добро покретне и брзе рибе са издуженим, танким телом. Станиште су им планинске реке и потоци, а неке врсте накнадно продиру и у море. Велики број представника ове породице живи у мору, а мрести се у слатким водама услед чега преваљују огромна растојања. Најпознатији у томе је лосос (лат. Salmo salar) који живи у Атлантском океану и на Пацифику (пацифички лосос). Када одрасту и постану спремни за размножавање, лососи крећу са океанске пучине ка обали, а затим узводно рекама до места где су се излегли пре одређеног броја година. Сматра се да чуло мириса игра пресудну улогу на способност ових риба да пронађу место свог рођења. Атлантски лосос се може мрестити неколико година узастопно, док пацифички тај пут прелази само једном у животу и после мрешћења умире. Лососи се популарно називају краљеви риба, како због свог укусног меса тако и због величанствених скокова које изводе пливајући узводно ка месту размножавања. Постоје подаци да су забележени скокови лососа дуги и по 3 m.
Салмониди имају релативно примитиван изглед међу телеостним рибама, тако да су карлична пераја постављене далеко уназад, а адипозно пераје према задњем делу леђа. То су витке рибе, са заобљеним крљуштима и виличастим реповима. Њихова уста садрже један ред оштрих зуба. Иако је најмања врста дугачка само 13 cm (5,1 in) као одрасла риба, већина врста је знатно већа, а највећа досеже 2 m (6,6 ft).
Речне пастрмке се налазе у горњем и средњем току река. Карнивори су (месождери). Велики део њихове исхране чине инсекти. Оне су показатељи да је вода чиста. Поред лососа, породици пастрмки припадају (издвојене су само најпознатије врсте):
- младица (Hucho hucho), која има црне пеге по телу и може достићи дужину до 2 m; живи у језерима и рекама које се уливају у Дунав;
- поточна пастрмка (Salmo trutta fario), чија је дужина 30-40 cm;
- језерска пастрмка;
- калифорнијска пастрмка (Onchorynchus mykiss), која је пренета из Северне Америке и гаји се у рибњацима;
- охридска пастрмка или летница (Salmo letnica), ендемит Охридског језера;
- мекоусна пастрмка;
- белвица (Salmothymus ochridanus), такође ендемит Охридског језера;
- липљен (Thymallus thymallus), који живи у брзим, хладним и бистрим рекама и потоцима; достиже тежину од 3-4 kg и дужину око 0,6 m.
- поточна златовчица;
- језерска златовчица;

## Класификација
Породица Salmonidae је подељена у три потпородице и око 10 родова који садрже око 220 врста. Концепти броја признатих врста разликују се међу истраживачима и ауторитетима; бројеви представљени у наставку представљају веће процене разноликости:
Породица пастрмки подељена је на потпородице:
- потпородица  са родовима:
- потпородица  са родом:
- потпородица  са родовима:

## Хибридно укрштање
Следећа табела приказује резултате хибридних комбинација укрштања у породици Salmonidae.
| leucomaenis (бело-тачкаста пастрмка) | fontinalis (црна пастрмка)           | mykiss (пастрмка боја дуге) | masou masou (масу пастрмка) | masou ishikawae (амаго пастрка) | gorbuscha (ружичасти лосос) | нерка | кета | кисуч (кохо лосос) | tshawytscha (краљевски лосос) | trutta (смеђа пастрмка) | salar (атлантски лосос) |   |   |
| женка                                |                                      |                             |                             |                                 |                             |       |      |                    |                               |                         |                         |   |   |
| (Salvelinus)                         | leucomaenis (бело-тачкаста пастрмка) | -                           | O                           | X                               | O                           | O     |      | X                  | X                             |                         |                         | O |   |
| (Salvelinus)                         | fontinalis (црна пастрмка)           | O                           | -                           | X                               | O                           | O     |      | X                  | X                             | O                       |                         | X | X |
| (Oncorhynchus)                       | mykiss (пастрмка боја дуге)          | O                           | O                           | -                               | O                           | O     | O    | X                  | X                             | X                       |                         | X | X |
| (Oncorhynchus)                       | masou masou (масу пастрмка)          | O                           | X                           | X                               | -                           | O     |      | X                  | X                             | O                       | O                       | X |   |
| (Oncorhynchus)                       | masou ishikawae (амаго пастрка)      | O                           | O                           | X                               | O                           | -     |      | X                  |                               |                         |                         | O |   |
| (Oncorhynchus)                       | gorbuscha (ружичасти лосос)          | X                           |                             |                                 |                             |       | -    | O                  | O                             |                         | O                       |   |   |
| (Oncorhynchus)                       | нерка                                | X                           | X                           | X                               | X                           | X     | O    | -                  | O                             | O                       | O                       | X |   |
| (Oncorhynchus)                       | кета                                 | X                           | X                           | X                               | X                           |       | O    | O                  | -                             | O                       | X                       |   | X |
| (Oncorhynchus)                       | кисуч (кохо лосос)                   |                             | X                           | X                               |                             |       | O    | O                  | X                             | -                       | O                       | X | X |
| (Oncorhynchus)                       | tshawytscha (краљевски лосос)        |                             |                             |                                 | O                           |       | O    | O                  | X                             | O                       | -                       |   |   |
| Salmo                                | trutta (смеђа пастрмка)              | O                           | O                           | X                               | O                           | O     |      | X                  |                               | X                       |                         | - | O |
| Salmo                                | salar (атлантски лосос)              |                             | O                           | X                               |                             |       |      |                    | X                             | X                       |                         | O | - |

напомена :- : идентична врста, O : (одрживост), X : (фаталност)